# Лішов (округ Крупіна)
Лішов (словац. Lišov) — село, громада в окрузі Крупіна, Банськобистрицький край, центральна Словаччина, традиційний регіон Гонт. Кадастрова площа громади — 19,39 км². Населення — 221 особа (за оцінкою на 31 грудня 2017 р.).
Перша згадка 1235 року як Lytua.

## Населення
| Рік:            | 1994. | 2004.    | 2014.    | 2024.   |
| --------------- | ----- | -------- | -------- | ------- |
| Кількість осіб: | 237   | 268      | 232      | 215     |
| Різниця:        |       | +13,08 % | -13,43 % | -7,32 % |

| Рік:            | 2023. | 2024.   |
| --------------- | ----- | ------- |
| Кількість осіб: | 219   | 215     |
| Різниця:        |       | -1,82 % |